# Мероприятия, посвящённые 1020-летию Крещения Киевской Руси

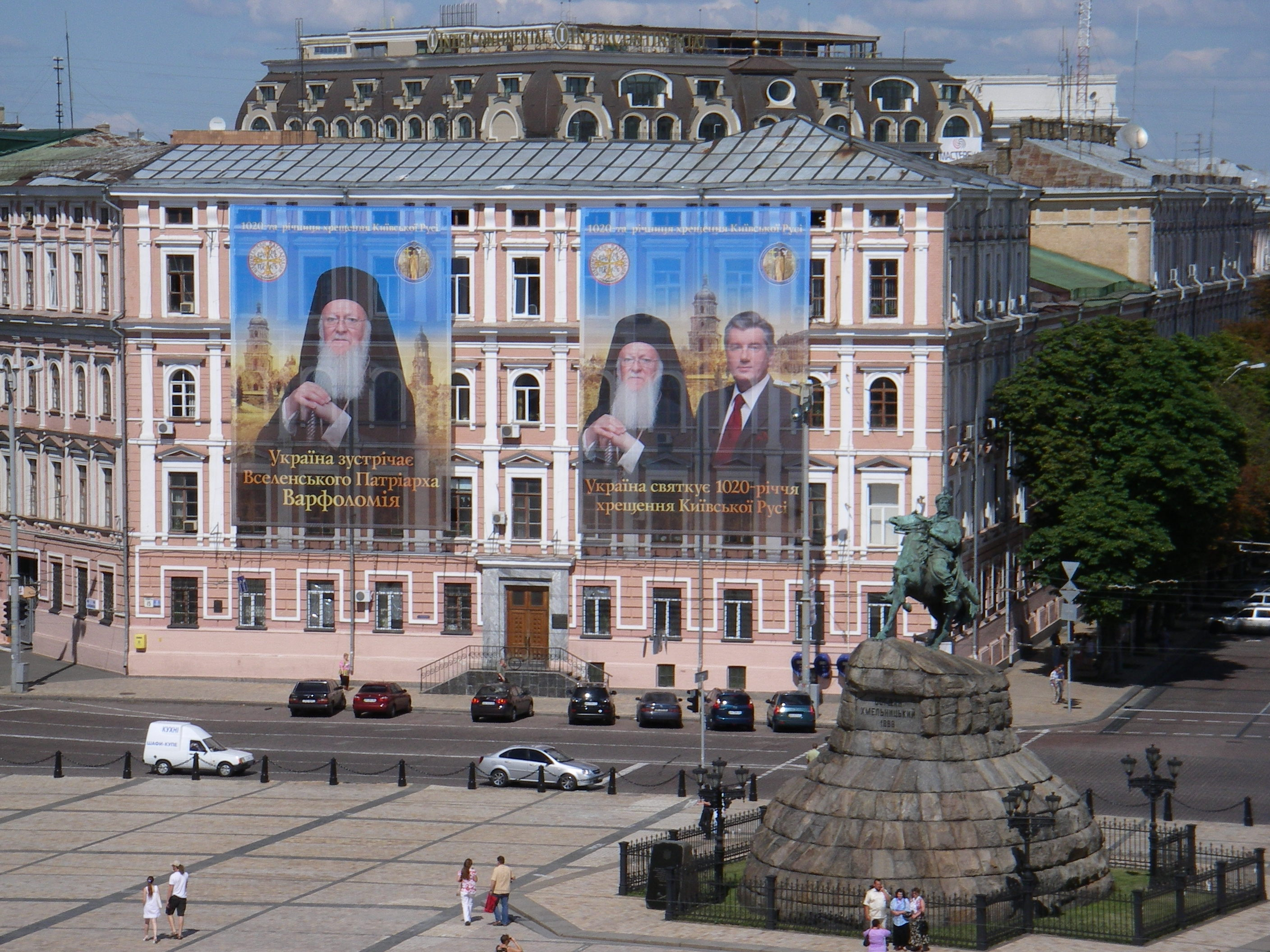
Плакаты, посвящённые приезду патриарха Варфоломея, на Софийской площади

1020-летие Крещения Киевской Руси (укр. 1020-річчя хрещення Київської Русі), или 1020-летие Крещения Руси — общегосударственные мероприятия на Украине в июле 2008 года, посвящённые 1020-летнему юбилею принятия христианства на Руси при князе Владимире Святославиче.

## Организация торжеств в Киеве и сопутствующие события
Первое официальное празднование «Крещения Руси» произошло в 1888 году, по инициативе митрополита Киевского и Галицкого Платона (Городецкого) и обер-прокурора Святейшего Синода Победоносцева. Центром юбилейных торжеств, праздновавшихся по всей Российской империи, стал Киев: в преддверии юбилея был заложен Владимирский собор; был открыт памятник Богдану Хмельницкому, совершены торжественные богослужения. В 1980-е годы руководством Советского Союза было решено провести празднование 1000-летия Крещения Руси, однако основные общецерковные торжества проходили в июне 1998 года в Москве и Троице-Сергиевой лавре. На торжествах присутствовали предстоятели ряда поместных православных Церквей, но отсутствовал Патриарх Константинопольский Димитрий.
В 2006 году возникла инициатива празднования Дня Крещения Руси как ежегодного общего праздника России и Украины. Идею поддержали ряд известных деятелей культуры, представителей Церкви, деловых кругов и общественности. Первое праздничное мероприятие в 2007 году собрало около 100 тысяч человек. Концерт на Певческом поле в Киеве открыл митрополит Киевский и всей Украины Владимир (Сабодан), возглавивший оргкомитет празднования. В том концерте приняли участие хор Киево-Печерской лавры, джазовая певица Нино Катамадзе, а также рок-коллективы «Братья Карамазовы» и «ДДТ». В перерывах между выступлениями музыкантов к зрителям со сцены обращались академик Пётр Толочко, протоиерей Андрей Ткачёв и диакон Андрей Кураев. Празднование продолжилось торжественными богослужениями, а также закладкой храма святого князя Владимира и комплекса купален на набережной Днепра, неподалёку от Киево-Печерской лавры.
24 марта 2008 года президент Украины Виктор Ющенко подписал указ о праздновании на Украине 1020-летия Крещения Руси, поручив создать организационный комитет, председателем которого назначен глава секретариата президента Виктор Балога. Организационному комитету поручено разработать и утвердить в месячный срок план мероприятий по подготовке и празднованию 1020-летия Крещения Руси, предусмотрев, в частности, проведение в Киеве торжественного заседания, посвященного празднованию 1020-летия Крещения Руси, создание серии документальных фильмов о выдающихся отечественных памятниках культуры и историческом пути христианства на Украине, открытие туристических маршрутов и организацию путешествий и экскурсий по выдающимися местам, связанным с историей христианства на Украине.
По словам епископа Бориспольского Антония (Паканича), инициатором празднования 1020-летия Крещения Руси стала именно Украинская православная церковь, которая сохраняет принципы канонического строя и остается верной выбору святого благоверного князя Владимира. Юбилейные торжества будут проводиться во всех епархиях и затронут каждый приход. Указ президента Украины о создании государственной комиссии, «предоставит торжествам государственную значимость и засвидетельствуют перед миром, что Украина ценит свою историю, а значит, мы способны преодолеть все трудности».
29 апреля 2008 года концертом в Житомире стартовал Всеукраинский концертный тур, приуроченный к празднованию 1020-летия Крещения Руси, инициаторами которого стали миряне Украинской православной церкви (Московского Патриархата). В тот же день в резиденции Предстоятеля Украинской Православной Церкви в Свято-Успенской Киево-Печерской лавре состоялась пресс-конференция, один из организаторов которой Юрий Молчанов отметил, что данный концертный тур, который он сравнил с крестным ходом, «пройдет он по всей Украине, а это двадцать шесть городов, включая Киев. Затем, если даст Бог, мы посетим Россию и Беларусь. Тур будет проходить в оригинальном формате для нашей страны. С одной стороны, это будет церковный крестный ход с мощами святого равноапостольного князя Владимира и другими святынями. С другой — это концертный тур. Но не рок-концерт в стандартном понимании этого слова, а торжественное представление с участием групп „ДДТ“, „Братья Карамазовы“, „С.К.А.Й“». Заключительный концерт планировалось провести 26-28 июля на Площади Независимости в Киеве, а затем осенью того же года провести концерты в рамках этого празднования в крупных городах России и Беларуси. На городских площадях, парках и стадионах выступали российская рок-группа «ДДТ», киевляне из группы «Братья Карамазовы» и группа «С.К.А.Й.» из Тернополя. К ним присоединялись церковные хоры и народные ансамбли, а также православные миссионеры и проповедники. Самым известным среди них был диакон Андрей Кураев, сопровождавший музыкантов всю поездку. Первая часть тура включала 18 городов и завершилась 29 мая в Чернигове.
19 мая 2008 года по приглашению президента Украины Виктора Ющенко в Киев прибыла делегация Константинопольского Патриархата в составе митрополита Галльского Эммануила (Адамкиса), генерального секретаря Священного Синода архимандрита Елпидофора (Ламбриниадиса) и священника Василия Папафанасиу. После посещения Посольства Турции в Украине делегация посетила в Киево-Печерскую лавру, затем гостей принял предстоятель Украинской православной церкви в своей резиденции митрополит Владимир (Сабодан). Делегаты подчеркнули, что, с точки зрения Константинопольского Патриархата, в Украине существует только одна полноценная Православная Церковь, которую возглавляет митрополит Владимир. По их словам, миссия делегации Константинопольской Церкви в Украине заключается не в том, чтобы предложить готовые решения существующих церковных проблем, а в изучении ситуации, которая сложилась на сегодняшний день в межцерковных отношениях. В завершении встречи и совместного ужина митрополит Владимир вручил гостям ценные подарки. Во вторник, 20 мая, константинопольская делегация была принята президентом Украины Виктором Ющенко. Как сообщает официальный сайт президента Украины Виктор Ющенко в начале встречи выразил признательность за те усилия, которые прилагает Константинопольский Патриархат для консолидации Православных Церквей, заявив: «Мы всячески поддерживаем ваши усилия в христианском мире». Сообщается, что он выразил позицию и официальной власти, и украинского духовенства относительно стремления к единству украинских церквей, сказав «И украинская сообщество верующая община, и государство убеждены в том, что мы должны двигаться к церковному согласию, к сближению с материнской Церковью Константинопольского Патриархата». Виктор Ющенко передал приглашение Патриарху Константинопольскому Варфоломею принять участие в торжествах в связи с этой датой, которые состоятся в конце июля в Украине. Управляющий делами Украинской Церкви архиепископ Белоцерковский и Богуславский Митрофан (Юрчук) сказал, что приглашение Варфоломея стало «личной инициативой» президента страны Виктора Ющенко, а с украинскими иерархами этот вопрос никак не обсуждался — они были «поставлены уже перед фактом». В тот же день делегацию принял в своей резиденции в Киеве Филарет (Денисенко). Во встрече приняли участие: архиепископ Димитрий (Рудюк), архимандрит Епифаний (Думенко), архимандрит Евстратий (Зоря), заместитель главы Секретариата Президента Украины Юрий Богуцкий, ответственный работник Секретариата Андрей Ткачук, народный депутат Украины Пётр Ющенко. В апреле 2021 года Филарет (Денисенко) вспоминал: «Виктор Андреевич [Ющенко] соглашался, чтобы Киевская митрополия стала частью Константинопольского патриархата. Не автокефальной Церковью, а частью. И когда нам делегация патриарха Варфоломея предложила текст такого соглашения, то я сказал, что нам такая позиция неприемлема. Тогда я собрал весь архиерейский собор, и мы, в присутствии Виктора Андреевича, сказали, что отказываемся от такой автокефалии».
30 мая 2008 года митрополита Киевского и всея Украины Владимира в его резиденции в Киево-Печерской Лавре по случаю 16-летия его предстоятельского служения посетил президент Украины Виктор Ющенко в сопровождении главы Секретариата президента Виктора Балоги и заместителя главы Секретариата Юрия Богуцкого. Во время беседы в том числе обсуждались вопросы празднования 1020-летия Крещения Руси.
Церковное празднование юбилея в рамках Московского Патриархата в России началось в заключительные дни проходившего в Москве 24 июня — 29 июня 2008 года Архиерейского Собора РПЦ. Торжества возглавил Патриарх Московский и всея Руси Алексий II. Юбилей в документах и официальных выступлениях именовался «1020-летием Крещения Руси».
2 июля 2008 года на пресс-конференции в Киеве член правления Международной общественной организации «День Крещения Руси», один из организаторов празднования 1020-летия Крещения Руси на Украине Юрий Молчанов объявил о законопроекте о включении в государственный реестр официальных праздников на Украине «Дня памяти святого равноапостольного князя Владимира ― Дня Крещения Руси». 16 июля Священный Синод Украинской православной церкви направил обращение к президенту Украины Виктору Ющенко, премьер-министру Украины Юлии Тимошенко и председателю Верховной рады Украины Арсению Яценюку с просьбой придать дню памяти равноапостольного великого князя Киевского Владимира (28 июля) статус государственного праздника — Дня Крещения Руси.

## Вопрос создания единой православной церкви на Украине
Одной из основных целей украинских властей, организовывавших мероприятия, было создание единой поместной православной церкви на Украине. По словам Леонид Кравчука, руководившего оргкомитетом, «приезд Вселенского Патриарха Варфоломея I должен стать знаковым событием для создания на Украине Единой поместной церкви». Непосредственно перед самими празднествам сохранялась значительная неопределённость относительно дальнейшего развития событий. До последнего момента было неясно, согласится ли на это патриарх Варфоломей. Как писал Владимир Бурега, «По мере приближения Киевских юбилейных торжеств всё более стремительно изменяется ситуация в Украине. Новости устаревают, не успев попасть на страницы газет. Статья, написанная неделю назад, сегодня просто теряет смысл».
14 июля 2008 года глава УПЦ-КП Филарет (Денисенко) и глава УАПЦ Мефодий (Кудряков) посетили Стамбул, где провели консультации с патриархом Варфоломеем. 16 июля 2008 года стало известно, что «Константинопольский Патриарх дал согласие на участие в протокольных мероприятиях и, более того, на контакты с представителями различных религиозных объединений Украины». 26 июля бывший президент Украины Леонид Кравчук в интервью газете Коммерсантъ изложил имевшийся план преодоления юрисдикционно-канонического кризиса: «Насколько я знаю, Филарет [глава Украинской православной церкви Киевского патриархата] и Мефодий [глава Украинской автокефальной православной церкви] должны написать обращения к Варфоломею с просьбой принять их под свою юрисдикцию. В качестве митрополии. И будет две Церкви — одна под Москвой, другая под Константинополем. А потом Константинопольский Патриарх сделает Киевскую митрополию автокефальной Церковью. Ну, это, по крайней мере, один из сценариев». Во время торжеств газета «Дело» писала, что администрация президента Украины может предложить Варфоломею принять УПЦ КП в лоно Константинопольского патриархата. В случае успеха плана властей Киевский патриархат превратился бы в митрополию Константинопольского патриархата. По словам представителя отдела внешних церковных связей УПЦ Николая Данилевича, «угроза этого была всегда, но она никогда не возникала так явно, как сегодня».
С 10 по 19 июля 2008 года в Киеве проходили торжества, организованные Украинской православной церковью Киевского патриархата (УПЦ КП) «по поводу 900-летия Свято-Михайловского Златоверхого монастыря и 1020-летия крещения Киевской Руси-Украины». По мнению представителя УПЦ КП епископа Евстратия (Зори), Киевский патриархат не считает 1020-летие крещения Киевской Руси юбилеем, но празднует эту дату, чтобы исправить «несправедливость 20-летней давности», когда основные мероприятия 1000-летнего юбилея проходили в Москве: «Мы восстанавливаем историческую справедливость и возвращаем праздник туда, где он родился». В преддверии приезда патриарха Константинопольского епископ Евстратий (Зоря) подчеркнул: «В действительности Московский патриархат не имеет никаких законных прав на управление Украинской церковью, потому что эта церковь никогда ему не принадлежала. Москва присутствует тут лишь по праву силы, а не по силе права». В ходе опроса граждан Украины, проведённого 11—15 июля Киевским международным институтом социологии, было предложено ответить на вопрос «Какая православная церковь более всех имеет право считаться исторической правопреемницей Православной церкви, основанной в Киевской Руси 1020 лет тому назад?» 32,6 % опрошенных ответили, что правопреемницей церкви времён Киевской Руси является УПЦ Киевского патриархата; 15,6 % считают такой УПЦ Московского патриархата; 1,9 % — Украинскую автокефальную православную церковь; 10,1 % — Русскую православную церковь; 37,5 % затруднились ответить на вопрос.
Общегосударственные мероприятия по празднованию на Украине 1020-летия Крещения Киевской Руси начались 23 июля 2008 года со встречи президента Украины Виктора Ющенко с членами Всеукраинского совета церквей и религиозных организаций. Выступая на встрече, Виктор Ющенко назвал единство православия «надёжной основой для единства украинского народа» и призвал духовенство приложить максимум усилий для обеспечения гармонии между Церквами, которые представлены в республике. Виктор Ющенко напомнил, что впервые после 350-летнего перерыва на украинскую землю прибудет Вселенский патриарх, а также высокие гости из других Церквей мира. Президент пригласил всех участников встречи из числа Всеукраинского совета церквей и религиозных организаций на все мероприятия по празднованию 1020-летия Крещения Киевской Руси. Согласие выразили патриарх Украинской православной церкви Киевского патриархата Филарет (Денисенко) и глава Украинской греко-католической церкви кардинал Любомир (Гузар).
Личный секретарь митрополита Владимира (Сабодана) епископ Александр (Драбинко) заявил, что «представители неканонических раскольнических группировок» не должны принимать участие в торжествах. Он обвинил государственные структуры в том, что государство «украло нашу идею празднования 1020-летия Крещения Руси». Архиепископ Митрофан (Юрчук) отметил, что «государство украло нашу идею, а мы остались на обочине»: «Из-за желания властей использовать празднование в политических целях возникло напряжение среди Православных Церквей во всем мире. Многие предполагают, что во время торжеств могут возникнуть конфликтные ситуации, связанные с несогласованностью церковной и государственной программ торжеств. <…> Мы считаем, что это — чисто церковный праздник, и вмешательство государства здесь только вредит. Сейчас к нам обращаются представители Православных Церквей и спрашивают — приезжать ли? Мы им отвечаем, что приглашаем на Божественную Литургию, которую отслужит Блаженнейший митрополит Владимир, 27 и 28 июля. Именно Божественная Литургия и будет венцом нашего праздника. Очень жаль, что так выходит. Если бы не вмешательство государства, празднование прошло бы на гораздо более высоком уровне <…> Более того, идёт целенаправленная дискредитация Украинской Православной Церкви Московского Патриархата. Например, телеканал „1+1“ противопоставляет одного Патриарха другому».
В тот же день состоялось внеочередное расширенное заседание Священного синода Украинской православной церкви; в заседании Синода по приглашению митрополита Владимира принял участие также председатель отдела внешних церковных связей Московского патриархата митрополит Смоленский и Калининградский Кирилл (Гундяев). На заседании были приняты два документа: «Обращение к Святейшему Архиепископу Константинополя — Нового Рима и Вселенскому Патриарху Варфоломею» и «Обращение Священного Синода к верным чадам Украинской Православной Церкви по случаю визита на Украину Предстоятелей и представителей Поместных Православных Церквей».
В обращении к патриарху Варфоломею отмечалось, что «Украинская Православная Церковь с радостью приняла известие об участии Вашего Святейшества в юбилейных торжествах», констатировалось, что «празднование юбилея 1020-летия Крещения Киевской Руси станет одним из выдающихся церковных событий последних лет», но вместе с тем отмечалось, что «уже более 15 лет нашу Церковь гнетёт болезненная рана раскола. Церковные разделения в Украине требуют уврачевания. Но процесс возвращения в спасительное лоно Христовой Церкви детей Божиих, которые отошли от неё, требует от нас пастырской мудрости и осторожности. Особенно нежелательным является вмешательство в этот процесс каких-либо внецерковных факторов, в частности, государственной власти и разнообразных политических и общественных сил. <…> Вмешательство политических сил в церковные дела всегда приводит к тяжким конфликтам, преодоление которых может длиться много лет. <…> Именно вмешательство политических сил в церковные дела привело к нынешнему расколу <…> уврачевание церковных расколов — это сугубо церковное внутреннее дело <…> Мы с уважением и благодарностью относимся к обеспокоенности Вашего Святейшества судьбой Украинского Православия. Но мы считаем, что все инициативы, которые касаются путей преодоления церковного раскола в Украине, должны согласовываться с нашей Церковью, потому что именно она является единственной признанной Православной Церковью в Украине, лишь она входит в семью Поместных Церквей <…> Мы уверены, что Украинская Православная Церковь способна самостоятельно решить свои внутренние проблемы. Помощь же других Поместных Церквей не должна становиться вмешательством во внутренние дела нашей Церкви. Необдуманные действия могут привести сегодня не только к заострению конфессионального противостояния в Украине, но и стать серьёзной угрозой для единства Вселенского Православия».
24 июня митрополит Смоленский и Калининградский Кирилл (Гундяев) в интервью РИА-Новости отмечал: «Государственные власти Украины делают специальный акцент на визите Святейшего патриарха Константинопольского Варфоломея, оставляя в тени посещение Киева Святейшим патриархом Московским и всея Руси. Такого количество баннеров с изображением патриарха Варфоломея, каким сегодня расцвечен Киев, я не припоминаю с советских времён, когда с каждого перекрёстка на нас взирали партийные вожди. Этот явный перекос свидетельствует о политических предпочтениях нынешнего руководства Украины, которые, как нам кажется, не в полной мере соответствует предпочтениям самого украинского православного народа». Он подтвердил, что патриарх Алексий II не откажется от поездки в Киев и Донецк, намеченной на 26—30 июля, чтобы вместе с ожидающей его украинской паствой отпраздновать 1020-летие Крещения Руси.
24 июля на Украину прибыла делегация Элладской православной церкви, возглавляемая её предстоятелем архиепископом Афинским Иеронимом. В составе делегации прибыли митрополит Дионисий (Байрактарис), митрополит Мелетий (Каламарас), архимандрит Кирилл (Мисьякулис), архимандрит Прокопий (Петридис), архимандрит Тимофей (Антис), диакон Епифаний Арванитис. В аэропорту «Борисполь» гостей встретил предстоятель Украинской православной церкви митрополит Киевский и всея Украины Владимир.
Украинская пресса накануне приезда патриарха Варфоломея писала, что патриарх Московский Алексий II якобы призвал приглашённых на торжества предстоятелей прочих Поместных церквей игнорировать мероприятия в Киеве.

## Основные события

### 25 июля

Президент Украины Виктор Ющенко встречает патриарха Константинопольского Варфоломея в аэропорту Борисполь. 25 июля 2008 года.

Утром 25 июля в Киев прибыл предстоятель Константинопольской православной церкви патриарх Варфоломей. Патриарху Варфоломею, при встрече, были оказаны высшие государственные почести: в аэропорту Борисполь его приветствовали Президент Украины Виктор Ющенко, Председатель Верховной Рады Украины Арсений Яценюк, члены украинского правительства, главы всех областных государственных администраций, и. о. главы Службы безопасности Украины Валентин Наливайченко, секретарь СНБО Раиса Богатырёва, предстоятель УПЦ (МП) митрополит Владимир (Сабодан), представители Киевской горадминистрации, народные депутаты Украины, представители дипломатического корпуса иностранных государств.
25 июля Президент Украины Виктор Ющенко присутствовал на молебне в Киево-Печерской лавре, совершённом Патриархом Варфоломеем в сослужении митрополита Владимира; присутствовали также представители делегаций зарубежных церквей и члены правительства.
Вечером 25 июля Патриарх Варфоломей совершил вечерню в Софийском соборе; храме присутствовали Президент Украины Виктор Ющенко с супругой, глава Организационного комитета по празднованию 1020-летия Крещения Киевской Руси Леонид Кравчук, предстоятели Элладской и Албанской православных церквей архиепископы Иероним II и Анастасий, глава УПЦ (МП) митрополит Владимир (Сабодан) с группой иерархов, представители других поместных Церквей, дипломатического корпуса, украинские политики.
В тот же жень Виктор Ющенко подписал указ, согласно которому день крещения Руси будет праздноваться ежегодно, 28 июля, в день памяти святого равноапостольного князя Владимира.
В тот же день в Киев для участия в торжествах по случаю 1020-летия Крещения Руси прибыл предстоятель Албанской православной церкви. Архиепископ Тиранский и всей Албании Анастасий, которого в аэропорту «Борисполь» встретил предстоятель Украинской Православной Церкви митрополит Киевский и всея Украины Владимир.
В тот же день МИД России заявил о неуважительном отношении украинских властей к руководству Русской православной церкви и чувствам миллионов верующих канонической Украинской церкви. Основанием этого стало то, что в программе общегосударственных мероприятий по празднованию 1020-летия крещения Киевской Руси, размещенной на «официальном интернет-представительстве» президента Украины, отсутствовало какое-либо упоминание о патриархе Московском и всея Руси наряду с изобилием информации о совместных действиях президента и патриарха Константинопольского. Кроме того, прямые телетрансляции были предусмотрены только для мероприятий с участием Константинпольского патриарха.

### 26 июля
26 июня президент Украины Виктор Ющенко и патриарх Варфоломей приняли участие в церемонии открытия галереи портретов выдающихся деятелей Украины и выставки православной живописи. Виктору Ющенко и патриарху Варфоломею на выставке были вручены серебряные юбилейные монеты номиналом в 100 гривен, выпущенные Национальным банком Украины по случаю 1020-летия Крещения Киевской Руси. Глава украинского государства и патриарх Варфоломей погасили конверты с почтовыми марками, которые Укрпочта выпустила по случаю 1020-летия Крещения Киевской Руси. Первые погашенные конверты, на которых изображён памятник Святому Владимиру, были переданы президенту Украины и патриарху Варфоломею. По словам иерарха Киевского патриархата Иоасафа (Василикива), «все архиереи [УПЦ КП] с волнением и надеждой ожидали встречи с Вселенским Патриархом в Администрации Президента Украины В. А. Ющенко, которая должна была состояться в 16:00. Почему она не состоялась, мне и по сей день доподлинно неизвестно, как неизвестно и то, почему патриарх Филарет тогда отказался от объединения с Константинопольским Патриархатом, хотя ещё накануне он такое желание имел».
После молебна в Софийском соборе на площади перед собором в присутствии патриарха Варфоломея, глав и представителей православных церквей других стран, митрополита Владимира (Сабодана), председателя Верховной рады Арсения Яценюка, секретаря СНБОУ Раисы Богатырёвой, глав областных государственных администраций, представителей дипломатического корпуса других государств, жителей Украины к собравшимся обратился президент Ющенко, который заявил: «Мы хотим иметь собственное государство и собственную Церковь». Он попросил патриарха Варфоломея помочь в создании единой поместной православной церкви: «Я верю в то, что любые разделения украинских верующих — недолговечны. Я верю в то, что как Божий дар, как историческая правда и справедливость на Украине предстанет Национальная Поместная Церковь. Я верю и прошу, Ваше Всесвятейшество, Вашего благословения. Для мечты. Для правды. Для надежды. Для нашего государства». Обращение президента Украины Виктора Ющенко и патриарха Варфоломея транслировали в прямом эфире 8 национальных телеканалов Украины. Трансляция осуществлялась также на Польшу, Турцию, Канаду, Грецию и другие страны.
Патриарх Варфоломей в ответ на слова Ющенко отметил, что не претендует на расширение своих полномочий, выступает за единство всех православных церквей в рамках церковных канонов и традиций. Он констатировал существование проблемы разъединения украинской православной церкви, однако сказал, что присоединение Киевской церкви к Московскому патриархату в 1687 году было обусловлено историческими условиями и позволило сохранить православие на Украине. В завершении своей речи он сказал:

Гражданское, политическое, церковное и, в целом, интеллектуальное руководство украинского народа имеет общий долг использовать как можно шире в допустимых пределах данный Богом дар Крещения не только для безотлагательного исправления различной путаницы и травм исторического прошлого, но и для восстановления объединяющей роли, которую играла Православная Церковь в самосознании Христолюбной украинской нации. Продолжение этой путаницы в этнофилетических или политических целях, не соответствующее духовному характеру Церкви, ослабило бы объединяющую силу крещения и ещё больше обострило бы существующее тревожное разделение церковного тела, разделение, которое разрушает не только духовное единство, но и гражданское единство украинского народа и несёт в себе очевидные тяжёлые последствия для будущего Украины.
Церковь-Мать имеет не только право, но и обязанность поддержать в пределах устоявшейся Православной традиции любое конструктивное и перспективное предложение, которое как можно быстрее ликвидировало бы опасные разделение в церковном теле, «чтобы зло не стало большим» для Святой Церкви в Украине и Церкви вообще. Разнообразные политические и церковные трудности, вызванные существующей путаницей, являются очевидными и известны из долгого исторического прошлого, но всем также известно, что забота о защите и восстановлении церковного единства является нашей общей обязанностью, которая перевешивает любые политические или церковные цели в соответствии с наставлением Божественного Основателя Церкви: «Да будут все едино» (Иоанн, 17:21).

В тот же день патриарх Варфоломей I возглавил в Киеве панихиду по жертвам Голодомора 1932—1933 годов возле памятного знака, установленного рядом с Михайловским собором. Вместе со патриархом Варфоломеем панихиду совершили и представители других православных церквей мира. Президент Украины Виктор Ющенко, его супруга Екатерина, патриарх Варфоломей І и председатель Верховной рады Украины Арсений Яценюк поставили к памятному знаку «свечи памяти». В память о жертвах Голодомора на Украине была объявлена минута молчания. Вечером в Софийском соборе патриархом Варфоломеем была совершена вечерня.
Вечером в Киев прибыл патриарх Московский Алексий II. Вместе с ним прибыли митрополит Минский и Слуцкий Филарет (Вахромеев), митрополит Крутицкий и Коломенский Ювеналий (Поярков), митрополит Смоленский и Калининградский Кирилл, митрополит Калужский и Боровский Климент, митрополит Кишиневский и всея Молдавии Владимир, митрополит Ташкентский и Среднеазиатский Владимир (Сабодан), архиепископ Истринский Арсений (Епифанов), архиепископ Корсунский Иннокентий (Васильев), архиепископ Орехово-Зуевский Алексий (Фролов), архиепископ Ярославский и Ростовский Кирилл (Наконечный), епископ Дмитровский Александр (Агриков), епископ Сергиево-Посадский Феогност (Гузиков). «Мы здесь для того, чтобы согласие и единство были бы среди нас», — сказал Алексий II на выходе из самолёта. Патриарха Алексия II встретили предстоятель УПЦ (МП) митрополит Владимир (Сабодан), председатель Верховной рады Арсений Яценюк, заместитель руководителя секретариата президента Украины Юрий Богуцкий, посол России на Украине Виктор Черномырдин, лидер партии регионов Виктор Янукович. В отличие от визита патриарха Варфоломея І, прибытие патриарха Алексия ІІ не сопровождалось церемониями государственного визита. Приезд предстоятеля Русской церкви остался в тени государственных торжеств. Примечательно, что патриарх Алексий II поселился в трёхзвёздочной гостинице «Русь». Его люкс — спальня и гостиная. При этом по соседству в более достойной гостинице «Президент-отель» разместилась делегация, сопровождающая патриарха Варфоломея.
Сразу же по прибытии в Киев патриарх Алексий II направился в Киево-Печерскую лавру. На въезде в лавру огромная толпа приветствовала его возгласами «Алексий — наш Патриарх!». На площади перед Успенским собором лавры патриарх Алексий II и митрополит Киевский и всея Украины Владимир в сослужении архиереев Русской и Украинской православных церквей совершили молебен, по окончании которого митрополит Владимир поблагодарил патриарха Алексия II за то, что он прибыл в Киев: «Мы счастливы, что имеем едино крещение, что имеем возможность вместе служить Единому Богу. Мы счастливы, Ваше Святейшество, видеть вас на Киевской земле». В ответном слове патриарх Алексий отметил, что Архиерейский собор, который недавно завершился в Москве, засвидетельствовал общую приверженность архипастырей церковному единству: «Сегодня мы ощущаем это единство в вере Христовой. Я благодарю всех, кто собрался здесь, в Киево-Печерской лавре, для молитвенного общения. Я благодарю народ Божий!» После этого патриарх Алексий II посетил Нижние пещеры лавры. Затем состоялось братское общение патриарха Алексия II с первоиерархом Украинской православной церкви.

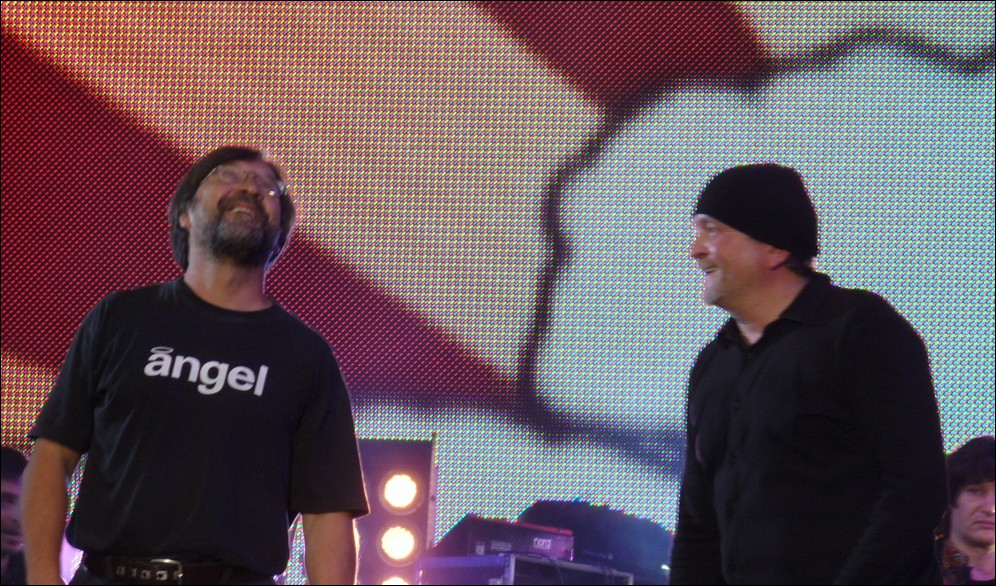
Юрий Шевчук и Олег Карамазов во время концерта на Крещатике, посвящённом 1020-летию крещения Руси.

Почти одновременно с прилётом патриарха Алексия II состоялся рок-концерт по случаю 1020-летия Крещения Руси. Сцену развернули поперёк Крещатика, так что на самом Майдане оказались самые задние ряды зрителей. Концерт начался видеообращениями патриарха Московского и всея Руси Алексия II и митрополита Киевского и всея Украины Владимира. Патриарх Алексий II призвал всех быть достойными священной Днепровской купели, сохранить для потомков драгоценное сокровище святой православной веры и быть всегда вместе. Далее началось выступление музыкальных коллективов «С.К.А.Й.», «Братья Карамазовы», «DDT», актёра и шоумена Георгия Делиева и его группы «Мастеркласс». Юрий Шевчук сказал собравшимся: «Тех политиков, которые пытаются нас поссорить, лет через 30 уже не будет. А мы останемся. И будем жить вместе. Российско-украинская дружба навеки!». В перерыве между песнями DDT на сцену вышли председатель ОВЦС МП митрополит Кирилл (Гундяев) и председатель ОВЦС УПЦ митрополит Днепропетровский Ириней (Середний). Митрополит Кирилл, обращаясь к собравшимся на Крещатике, сказал: «Привет, Киев! Ещё Лаврентий Черниговский говорил, что Россия, Украина и Беларусь — это и есть Святая Русь! И Святая Русь — это не империя! Святая Русь — это не какой-то союз, бывший или будущий. Святая Русь — это идеал красоты, добра и правды!». Концерт завершился праздничным фейерверком над Крещатиком и площадью Независимости. Это выступление стало заключительным в ходе всеукраинского музыкального тура в честь 1020-летия Крещения Руси. Мероприятие посетили более 100 тысяч человек, преимущественно молодёжь.

### 27 июля
Утром 27 июля состоялась литургия под открытым небом на Владимирской горке. Патриарх Варфоломей и патриарх Алексий, приветствуемые народом, прибыли на место богослужения под скандирование приверженцев УПЦ: «Алексий! Алексий!». Виктор Ющенко встретил патриархов у помоста. Он трижды расцеловался со Вселенским патриархом и ограничился дружеским рукопожатием с патриархом Алексием. Им сослужили сослужении Архиепископ Афинский и всея Эллады Иероним II, архиепископ Тиранский и всей Албании Анастасий, митрополит Киевский и всея Украины Владимир (Сабодан) и ещё около 100 архиереев различных поместных Церквей. Сославшись на стихийное бедствие, произошедшее в Ивано-Франковской области, Виктор Ющенко, не дождавшись окончания литургии на Владимирской горке, покинул Киев.
Во время литургии богомольцы УПЦ были оттеснены от Владимирской горки под предлогом мер безопасности. Представители правоохранительных органов объяснили свои действия соображениями безопасности, в частности, угрозой возникновения давки возле памятника. В слове по окончании литургии 27 июля, Патриарх Алексий II, в частности, сказал:

Под действием исторических обстоятельств церковный центр Святой Руси не раз перемещался <…> Но Первопрестольный Киев, матерь городов русских, не только не утерял своего значения, но более того, исполнился сил и является ныне одним из важнейших центров, южной столицей Русского Православия. Мы хорошо знаем и помним, что у истоков Православия на Руси стояла Святая Константинопольская Церковь, пастыри которой крестили киевлян в днепровской купели. Воспоминание об этом великом событии крепко и навсегда соединяет нас с Церковью-Матерью, как и вся последующая история, исполненная многими и славными деяниями. Мы с благодарностью вспоминаем патриарха Константинопольского Дионисия, который благословил в далёком уже от нас XVII веке воссоединение некогда единой, но затем по стечению исторических обстоятельств разделённой Русской Церкви. <…> подвергнув сомнению именно то, что всеми считалось бесспорным на протяжении столетий, мы подвергаем опасности наше общее будущее. И сегодня мы благодарим Ваше Святейшество за выраженную Вами приверженность каноническим устоям Церкви. Именно на этом незыблемом основании должно созидаться благополучие Поместных Церквей и стройное здание православного единства. <…>
С особой любовью я хочу приветствовать и благодарить Ваше Святейшество за участие в этом торжестве. С любовью приветствую делегации Поместных Православных Церквей, прибывшие по Нашему приглашению в Киев, для того чтобы разделить с нами радость настоящего праздника. Просим их молитв и в свою очередь выражаем надежду на содействие братских Поместных Православных Церквей в сохранении единства и целостности как нашей Церкви, так и всего Православия. Единство Русского Православия не может препятствовать полноценной жизни суверенных государств, являющихся преемниками Киевской Руси. <…>
Моё особое слово к чадам Церкви нашей, оказавшимся вне спасительного с ней общения. Наши сердца и объятия раскрыты для вас. <…>
Восемнадцать лет моего патриаршества были нелегким временем, когда надо было восстанавливать то, что злой волей было разрушено. И сегодня мы почувствовали единство Православия — здесь, перед памятником святому равноапостольному князю Владимиру.

Вечером того же дня в здании Киевской митрополии состоялась беседа патриархов Варфоломея I и Алексия II. В 2018 году архиепископ Иов (Геча) отмечал: «Это была первая их встреча лицом к лицу после эстонского кризиса. На этой встрече договорились, что подготовка к Святому Великому собору должна продолжиться. В конце концов, это привело к созыву собора на Крите в 2016 году. Думаю, до проведения Святого Великого собора Вселенский патриархат не хотел идти на шаги, которые могли бы остановить или отложить его проведение». После встречи в зале Синодов Киевской митрополии оба предстоятеля ответили на вопросы журналистов. Ранее, митрополит Владимир вручил Патриарху Варфоломею и всем членам Константинопольской делегации памятные награды — юбилейные ордена «1020-летие Крещения Руси» и грамоты Священного Синода. Переговоры между двумя патриархами, по мнению председателя ОВЦС митрополита Кирилла (Гундяева), «свидетельствуют о полном единстве двух Церквей, двух Патриархов и сохранении полного канонического единства во вселенском православии».
Накануне отъезда патриарха Варфоломея І из Киева он ещё раз встретился с президентом Украины Виктором Ющенко. Встреча продолжалась более пяти часов, после которой Виктор Ющенко в очередной раз выразил уверенность в том, что стремление к единой поместной национальной церкви будет неизбежно реализовано и это произойдёт в обозримой перспективе. Со своей стороны, патриарх Варфоломей заверил в том, что Константинопольский патриархат приветствует объединительные тенденции в украинском православии: «Именно потому, что мы являемся представителями Матери-Церкви, нас беспокоят ваши перспективы и ваше будущее. Мы заинтересованы в единой украинской церкви, поскольку в этом заключается интерес православия и в этом заинтересован украинский народ». Президент Украины проводил Константинопольского патриарха до машины, которая ждала его у здания секретариата президента, а затем — в киевском аэропорту «Борисполь».

### 28 июля
28 июля, в день памяти святого князя Владимира, Патриарх Алексий II возглавил служение литургии на Соборной площади Киево-Печерской лавры; по окончании Литургии со словом поздравления ко всем присутствующим обратился митрополит Владимир (Сабодан), затем с к верующим обратился Патриарх Алексий II, который в том числе сказал: «Кто бы они ни были — русские, украинцы, белорусы — в древнем Киеве лежит начало их духовной жизни, начало церковного и национального самосознания. Здесь, в Киеве, не только наша общая купель. Здесь начало нашего просвещения, летописания. Здесь, в пещерах, где ранее подвизался первый русский митрополит Иларион, преподобные Антоний и Феодосий положили начало иноческому подвигу, утвердив устав, который был заимствован и другими русскими монастырями. <…> В этих древних стенах находится и преемница знаменитых Киевских Духовных школ — Духовная академия, призванная передавать грядущим векам глубокое богословское наследие Древней Руси, делать его не просто понятным современному человеку, а востребованным. Выражаем свою убежденность в том, что киевская богословская мысль и в будущем будет развиваться в русле святоотеческой традиции, содействуя единству восточнославянских народов». Он поздравил всех с днём памяти равноапостольного великого князя Владимира и 1020-летием Крещения Руси, а также поздравил митрополита Владимира (Сабодана) с именинами. Тысячи верующих после божественной литургии скандировали: «Алексий — наш Патриарх».
В дар Киево-Печерской лавре Патриарх Алексий II передал евхаристические сосуды. После этого Предстоятель Русской Церкви принял участие в открытии выставки «Православные иконы России, Украины, Белоруссии» в Музее народного декоративного искусства в Киево-Печерской лавре. Патриарх Алексий II ознакомился с экспозицией и оставил запись в книге почётных гостей. Затем на состоявшемся в лавре приеме Святейший Патриарх Алексий наградил медалями и памятными подарками архиереев и духовенство Украинской Православной Церкви. Вечером Патриарх Алексий II открыл праздничный концерт во дворце «Украина» в Киеве, посвящённый 1020-летию Крещения Руси, поздравив всех присутствовавших со знаменательной датой и сказал, что празднование 1000-летия Крещения Руси в 1988 году стало предзнаменованием новой эпохи в истории Русской Православной Церкви, а также сказал: «Движимая материнской любовью, наша Церковь горячо желает того, чтобы те её чада, которые неразумно ушли на страну далече (Лк. 15:13), возвратились в дом отчий. Но происходить это должно в соответствии с незыблемыми канонами Церкви. Только на этом прочном фундаменте возможно восстановление подлинного единства без опасности дальнейших разделений».
Планировавшаяся ранее поездка Патриарха Алексия II в Донецк по рекомендациям врачей была отменена. Пресс-секретарь митрополита Донецкого и Мариупольского Илариона (УПЦ (МП)) протоиерей Георгий Гуляев: «Патриарх очень огорчён. Он планировал и был серьёзно настроен на приезд в Донецкую область, однако, возраст и переживания по поводу определённых моментов, которые были в Киеве, помешали его визиту». Вместо Патриарха в Донецк отправился Управляющий делами Московской Патриархии митрополит Калужский и Боровский Климент, который вместе с митрополитом Киевским и всея Украины Владимиром и украинскими архипастырями принял участие в праздничных мероприятиях в рамках юбилейных торжеств.

## Представители Поместных православных церквей, принявших участие в праздновании в Киеве
В праздничных мероприятиях по случаю 1020-летия Крещения Киевской Руси приняли в общей сложности представители 14 Поместных православных церквей. Помимо клириков Московского патриархата, в торжествах участвовали:
- от Константинопольской церкви: патриарх Константинопольский Варфоломей, митрополит Галльский Эммануил (Адамакис), митрополит Австрийский Михаил (Стаикос), митрополит Мириофитский Ириней (Иоаннидис), генеральный секретарь Священного синода Константинопольского патриархата архимандрит Елпидифор (Ламбриниадис);
- от Александрийской церкви: митрополит Аксумский Петр (Якумелос);
- от Антиохийской православной церкви — митрополит Тирский и Сидонский Илия (Кфури), епископ Филиппопольский Нифон (Сайкали), архимандрит Иаков (Халиль) и Искандер Кфури;
- от Иерусалимской церкви — митрополит Елевферупольский Христодул (Саридакис), архимандрит Стефан (Диспиракис);
- от Сербской церкви — епископ Зворничко-Тузланский Василий (Качавенда);
- от Румынской церкви — митрополит Тырговиштский Нифон (Михэйцэ), митрополит Нижнедунайский Кассиан (Крэчун), епископ Кымпинский Киприан (Спиридон) и диакон Евгений Роготи;
- от Болгарской церкви — митрополит Русенский Неофит (Димитров), митрополит Видинский Дометиан (Топузлиев) и епископ Проватский Игнатий (Карагёзов);
- от Грузинской церкви — митрополит Зугдидский и Цаишский Герасим (Шарашенидзе), митрополит Некресский и Геретский Сергий (Чекуришвили) и игумен Мелхиседек (Хачидзе);
- от Элладской церкви — архиепископ Афинский и всей Эллады Иероним II;
- от Албанской церкви — архиепископ Тиранский и всей Албании Анастасий, епископ Круйский Антоний (Мердани);
- от Польской церкви — архиепископ Люблинский и Холмский Авель (Поплавский), протоиерей Николай Кельбашевский, протоиерей Ярослав Лось и Вадим Штембурский.
- от Православной церкви Чешских земель и Словакии: епископ Комарненский Тихон (Холлоши), протоиерей Василий Стойко и протоиерей Алексий Ющенко.
- от Православной церкви в Америке: архиепископ Оттавский и Канадский Серафим (Сторхейм), архимандрит Закхей (Вуд), протоиерей Владимир Алексеев и протоиерей Олег Кириллов.

За три дня до прибытия патриарха Варфоломея в Киев Священный синод Кипрской православной церкви принял решение полностью отказаться от участия в торжествах, хотя ранее предполагалось участие хора Киккского монастыря в торжественных богослужениях в Софийском соборе, а также в заупокойной службе по жертвам голодомора.
Католикос-патриарх Илия II не принял участие в торжествах в Киеве, так как «приглашение от Виктора Ющенко поступило слишком поздно, и многие главы Поместных Церквей не смогли отменить заранее спланированные мероприятия». По словам митрополита Герасима (Шарашенидзе), «именно в дни киевского праздника в Грузию приезжает Александрийский Патриарх. Этот исторический визит будет длиться две недели и, конечно, давно запланирован. Таким образом, программа Патриарха всея Грузии на эти дни была расписана, и изменить её нет никакой возможности». Той же причиной, что и Илия II, объяснил своё отсутствие в Киеве и патриарх Александрийский Феодор II. Его пресс-секретарь Николас Кацикас сообщил, что патриарх не приедет на Украину именно потому, что собирается в Грузию.

## Реакция со стороны Московской Патриархии и властей России
Протокольная сторона организации торжеств властями Украины вызвала протесты со стороны официальных представителей Московского Патриархата: 21 мая 2008 года Отдел внешних церковных связей МП заявил, что «приглашение Вселенского Патриарха на празднование 1020-летия Крещения Руси, по церковным правилам, должно исходить от патриарха Московского и всея Руси», поскольку Украина является его канонической территорией. Патриарх Московский Алексий II также был приглашён Президентом Украины.
14 июля 2008 года на официальном сайте УПЦ был опубликован комментарий председателя Отдела внешних церковных связей УПЦ архимандрита Кирилла (Говоруна), в котором говорилось: «Представители Константинопольской Церкви подчеркнули, что Патриарх Варфоломей приезжает в гости именно к Украинской Православной Церкви и признает в качестве предстоятеля местной православной Церкви исключительно блаженнейшего митрополита Киевского и всей Украины Владимира. Поэтому во всех мероприятиях, которые предусматриваются программой празднования, в том числе государственных, Константинопольский Патриарх Варфоломей будет принимать участие совместно с блаженнейшим митрополитом Владимиром.»
Газета Коммерсантъ и некоторые иные источники, распространили информацию, что в преддверии торжеств Московская патриархия, а также российское руководство прилагали усилия к «срыву праздника»; по мнению издания, «очевидно, что фактический срыв празднований может только подтолкнуть украинскую сторону к ещё более активным действиям». Сведения российской газеты косвенно подтверждаются публикацией в турецкой газете Cumhuriyet, статья политического обозревателя которой утверждала, что «вмешательство во внутренние дела других стран» Патриарха Варфоломея «от Кипра до Эстонии, от Иерусалима до Украины» создаёт внешнеполитические проблемы Турецкому государству
Мероприятия 28 июля в Лавре во главе с Патриархом Алексием II российские СМИ представили как «главные торжества в честь 1020-летия Крещения Руси», называя Константинопольского Патриарха Варфоломея «стамбульским патриархом».
30 июля с критикой действий Российской Федерации выступило Министерство иностранных дел Украины. Как сказано в обращении, МИД Украины «с обеспокоенностью восприняло обнародованное российской стороной сообщение», в котором содержатся оценки, которые «не отвечают действительности, является слишком заполитизированными и далёкими от объективности». Особенное недоумение МИД Украины «вызывает безосновательное обвинение с русской стороны о вроде бы „неуважительном отношении“ к иерархам РПЦ во время их участия в праздновании 1020-летия крещения Киевской Руси». Отмену визита Патриарха Алексия II в Донецк Министерство иностранных дел Украины интерпретировало как знак протеста против «прохладного приёма» Патриарха властями Украины.
По мнению старшего научного сотрудника украинского Института изучения России Виктора Константинова, попытки властей Украины «создать единую поместную православную церковь на Украине, подчиняющуюся не Русской Православной Церкви, а Константинопольской Патриархии, будут иметь масштабные внешнеполитические последствия. Реакция Москвы на действия официального Киева может быть беспрецедентно жёсткой».

## Значение празднования
Как отмечала «Независимая газета», складывалось впечатление, что торжества проводились не столько для верующих, сколько для представителей власти, составляющих окружение президента Виктора Ющенко. Приезд Патриарха Варфоломея I только усилил межцерковную напряженность. Именно в такой обстановке за кулисами праздника обсуждался вопрос о создании Украинской православной поместной церкви
Президент Украины Виктор Ющенко накануне прибытия Патриарха Варфоломея высказал своё мнение, что «визит на Украину Его Всесвятейшества Вселенского Патриарха Варфоломея І по случаю празднования 1020-летия крещения Киевской Руси начинает те фундаментальные процессы консолидации украинского православия, которые должны нас привести к единой поместной церкви». Он отметил: «Это колоссальная честь для нашей земли, для нашего народа встречать Вселенского Патриарха. <…> В последний раз Вселенский Патриарх был на Украине, встречая войско гетмана Зиновия Хмельницкого в 1648 году» Наблюдатели отметили, что последняя часть фразы не вполне точна, так как Константинопольские патриархи неоднократно посещали Украину и раньше, а Варфоломей 24 сентября 1997 года был в Одессе, где имел неофициальную встречу с Патриархом Московским Алексием II.
Патриарх Варфоломей І подтвердил точку зрения Вселенской патриархии, что Украинская церковь (Киевская митрополия) семь столетий входила в юрисдикцию Церкви-Матери — Вселенского патриархата, то есть начиная со времени принятия крещения князем Владимиром и до переподчинения её Московскому патриархату вследствие аннексии её Российским государством.
На пресс-конференции 28 июля представитель УПЦ (МП) архимандрит Кирилл (Говорун) сказал, что церковный раскол на Украине будет преодолен, но вопрос об автокефальном статусе Церкви должен обсуждаться только после объединения украинского Православия, каковой подход, по его мнению, разделяет и патриарх Варфоломей. Он также заявил заявил, что по результатам переговоров патриарх Московский Алексий II и патриарх Константинопольский Варфоломей I договорились сотрудничать в вопросе создания единой Украинской православной церкви совместно со всеми украинскими православными церквями и другими церквями мира.
«День крещения Киевской Руси — Украины» (28 июля каждого года) был официально объявлен государственным праздником Украины. Инициаторами выступили Национальный совет по вопросам культуры и духовности, Украинская православная церковь (Московского патриархата), Украинская православная церковь Киевского патриархата, Украинская автокефальная православная церковь и др. На состоявшемся 5 августа 2008 года заседании Священного Синода УПЦ (МП) был утверждён текст обращения к Президенту Украины Виктору Ющенко, в котором от лица духовенства и мирян была выражена благодарность за установление государственного праздника «День Крещения Киевской Руси».
По мнению Алексея Малютина, официальный комментарий главы Отдела внешних церковных связей УПЦ (МП) архимандрита Кирилла (Говоруна) после встречи за закрытыми дверями Патриархов Варфоломея I и Алексия II означает, что «Московская патриархия, которая раньше считала Украину своей эксклюзивной „канонической территорией“, теперь допускает туда в качестве активного действующего лица и Константинополь. А значит, постепенно уступает Украину в обмен на сохранение собственного лица и „единства мирового православия“».
Во время разговора Президента Украины Ющенко и Патриарха Варфоломея в Стамбуле 28 октября 2008 года, Виктор Ющенко выразил признательность Патриарху за участие в торжественном праздновании 1020-летия Крещения Киевской Руси; по словам президента, молитвы и речи Патриарха произвели сильное впечатление на верующий украинский народ и дали уверенность в действенной помощи в создании Украинской поместной православной церкви.
25 июля 2008 года руководитель Информационно-издательского отдела Киевского патриархата епископ Евстратий (Зоря) сказал: «Московский Патриарх, Церковь России теряет монополию на Украину. До сегодняшнего времени московской церковной дипломатии удавалось довольно эффективно изображать проблемы Православной церкви на Украине внутренней проблемой Русской церкви. Заявления, которые сделал Вселенский Патриарх, сам факт его визита, несмотря на сопротивление и не желание Москвы, чтобы этот визит состоялся, свидетельствуют о том, что эта матрица сломана, что Украина уже не рассматривается Вселенским православием как исключительно московская внутренняя территория. И, соответственно, проблемы в Украинской церкви уже не рассматриваются как внутренние проблемы Московского патриархата». Эту же оценку он повторил и в интервью российскому изданию gazeta.ru по итогом торжеств. В пресс-релизе УПЦ КП по случаю празднования 1020-летия Крещения Киевской Руси о визите патриарха Варфоломея I говорилось: «В Киевском патриархате полагают, что визит предстоятеля матери-Церкви, его личное знакомство с Украиной, будут способствовать оживлению объединительных процессов в украинском православии. Целью этих процессов является объединение Украинской Церкви и признание её поместной и автокефальной».
Александр Солдатов (portal-credo.ru) «наивными были опасения Московской патриархии, что Патриарх Варфоломей, прельстившись ротой почетного караула в аэропорту „Борисполь“, провозгласит в Киеве автокефалию Украинской Церкви и пойдет на раскол с РПЦ МП. Тем не менее, договоренности, достигнутые им 14 июля в Константинополе с Патриархом Филаретом (Денисенко) и Митрополитом Мефодием (Кудряковым) <…> положили начало процессу интеграции УПЦ КП и УАПЦ в „мировое православие“, который может растянуться на годы <…> Сопоставляя все факты и высказывания, можно сделать такой вывод: Москва допускает Константинополь к участию в процессе интеграции украинского православия, допускает, что такая интеграция должна неизбежно сопровождаться расширением самостоятельности Украинской Церкви, но просит только не торопить события. Константинополь их и не торопит — логика геополитического развития современного мира, в частности и в особенности Восточной Европы, сама неизбежно ведет Украину в сферу влияния Константинопольского патриархата <…> Анализируя официальные тексты и публичные заявления Вселенского Патриарха в Украине, мы должны признать их полное тождество с политической позиции нынешнего украинского руководства. Патриарх Варфоломей не сказал ничего „в поддержку Москвы“ <…> Он также не дал никак обязательств относительно отказа от контактов с „раскольниками“, напротив — постоянно заявлял о своем желании (и возможности) поучаствовать в преодолении украинских церковных разделений. <…> Если даже Константинопольский Патриарх не примет непосредственно под свой омофор в ближайшее время кого-нибудь из анафематствованных Московской патриархией лиц, то он на многие годы останется значимым для Украины символом, который благословил „немосковский“ путь развития этой страны. Именем Вселенского Патриарха, „который был здесь“, „который говорил с нами и поддерживал нас“, будет сделано очень много шагов в сторону духовного обособления Украины от Московского патриархата».
Митрополит Смоленский и Калининградский Кирилл, участвовавший в праздновании подчеркнул: «Не произошло разделение в мировом православии, не произошло разделения в украинском православии. Мы вышли из этого празднования сильнее, чем были до него».

## Монета, посвящённая 1020-летию крещения Киевской Руси
17 июля 2008 года была выпущена в обращение серебряная монета номиналом 100 гривен, посвящённая 1020 — летию крещения Киевской Руси. На аверсе монеты вверху размещен малый Государственный Герб Украины, по кругу на фоне стилизованного орнамента — надписи: Вверху — Национальный банк Украины, внизу — «Сто гривен», между ними — год чеканки монеты 2008 (справа), обозначение металла и его пробы — Ag 999, масса в чистоте — 1000, логотип Монетного двора Национального банка Украины (налево). В центре монеты в кругу, образованном из стилизованных лучей, размещен крест и надписи полукругом: «Православ’я» (вверху) «Из Киева по всей Руси».
На реверсе монеты изображена многофигурная композиция крещения, под которой размещена надпись — «988 год», вверху полукругом надпись — «Крещение Киевской Руси». Масса монеты 1000,0 грамм, диаметр 100,0 мм. Тираж — 800 штук.

## Награждение государственными наградами
По случаю 1020-летия Крещения Руси иерархи православных церквей были награждены высшими наградами Украины. Так, патриарх Константинопольский Варфоломей І был награждён высшей наградой Украины — орденом князя Ярослава Мудрого І степени. Предстоятели православных церквей других государств были награждены орденами князя Ярослава Мудрого ІІІ—V степеней и орденами «За заслуги».
Накануне празднования Крещения Руси орденами князя Ярослава Мудрого І степени были награждены патриарх Киевский и всей Руси — Украины Филарет (УПЦ КП), митрополит Киевский и всей Украины Владимир (УПЦ (МП)) и глава Украинской грекокатолической церкви кардинал Любомир Гузар.

## Празднование 1020-летия Крещения Руси в других местах
25 июля 2008 года с посланием «в связи с празднованием памяти святого равноапостольного великого князя Владимира и 1020-летия Крещения Руси» к своей пастве обратился первоиерарх Русской зарубежной церкви (в составе Московского патриархата) митрополит Иларион (Капрал). 28 июля в день памяти святого равноапостольного великого князя Владимира в городе Сиднее прошла Божественная литургия, которую возглавил митрополит Восточно-Американский и Нью-Йоркский Иларион.
Юбилей отмечался с 23 по 26 октября 2008 года и в Белоруссии; торжества возглавил патриарх Московский Алексий II.
10 декабря 2008 года в Абаканском дворце молодёжи состоялись епархиальные Свято-Иннокентьевские чтения, посвящённые теме «1020 лет Крещения Руси: история и современность».